# Кхаравела
Кхаравела — третий и величайший правитель Калинги (современная Орисса) приблизительно с 193 года до н. э. по 170 год до н. э. из династии Махамедхавахана. Главными источниками информации о Кхаравеле являются семнадцать строк наскальной надписи Хатигумпха в одной из пещер Удаягири около Бхубанешвара, Орисса.
В течение правления Каравелы, династия Чеди вернула известность и восстановила потерянную власть и славу Калинги, подчиненной Ашокой после разрушительной войны. Вооруженные силы Калинги были восстановлены Кхаравелой: под умелым руководством Кхаравелы государство Калинга получило протяженную приморскую территорию с торговыми путями, связывающими его с государствами на территориях современных Шри-Ланки, Мьянмы, Таиланда, Вьетнама, Камбоджи, островами Борнео, Бали, Суматрой и Явой. Кхаравела провёл много успешных кампаний против государств Магадха, Анга, Сатаваханов и областей Южной Индии (Империя Пандья, современный Андхра-Прадеш) и расширил Калингу до Ганга и Кавери.
Несмотря на веротерпимость, Кхаравела покровительствовал джайнизму.

## Время правления
Установление правильных дат правления Кхаравелы — непростая задача.
На основании надписи Хатигумпха, разумно поместить даты правления Кхаравелы во второй половине I века до н. э. Точное время на данный момент установить невозможно. Споры по поводу определения точной даты продолжатся до тех пор, пока не будут обнаружены какие-либо другие данные.
Индийский нумизмат П. Л. Гупта предположил, что надпись Хатигумпха относится к II веку нашей эры: «В 8й строке надпись Хатигумпха упоминает явана-раджу, сбежавшего к Матхуре, когда он осознал силу Кхаравелы. Имя явана-раджи содержит три знака, из которых второй может быть ясно прочитан как ма или ми. Имя предположительно было восстановлено как Димита и подразумевало Деметрия, индо-греческого царя. Но уже в 1951 я думал, что это был Вимака, то есть Вима Кадфиз».
Эта трактовка является спорной, так как царь определен как явана, а не кушан или тухара, не сака и не пахлава. Неизвестны другие случаи, когда бы император Кушан был упомянут как явана, а Вима Кадфиз — как Вимака. Кроме того, используя палеографические методы, проблемно датировать текст Хатигумпха так поздно (правлением Вимы Кадфиза около 90-110 гг. н. э). Специалисты по индийским надписям склоняются ко времени, приблизительно современному надписям в Санчи (правление Сатакарни из династии Сатаваханов (I век до н. э.))

## Военные походы

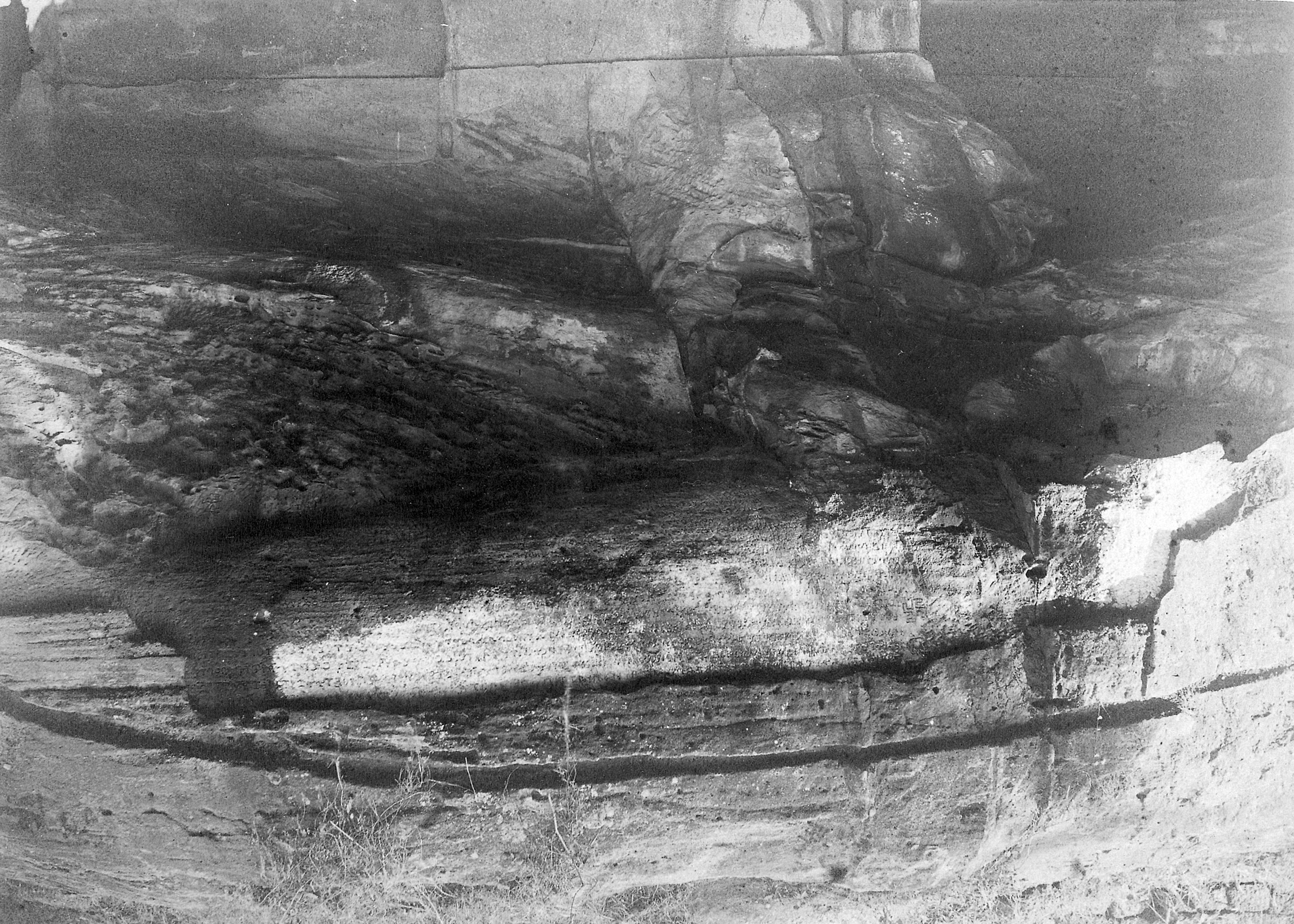
Надпись в Хатхигумпхе

В 4-й строке надписи в Хатхигумпхе говорится, что на втором году правления Кхаравела послал на запад сильную армию, включающую конницу, слонов, пехоту и колесницы к западной четверти, не обращая внимания на Сатакарни. Царство «Асиканагара» было напугано достижением армией Кхаравелы реки Канхавемна. Некоторые ученые предпочитают читать Масиканагара вместо Асиканагара и определяют её местонахождение в прибрежной части Андхра-Прадеша.
В одной из надписей на санскрите говорится: «Город Масиканагары был захвачен с помощью кшатриев из рода Касван».
Согласно Садананде Агравалу, интерпретация города как «Масиканагары» не имеет основания. Канхавемна обычно отождествляется с рекой Кришна, протекающей в прибрежной части Андхра-Прадеша. Но Кришна находится намного южнее Калинги, но не западнее, как утверждается в надписи (Деванагари: पछिमदिस). Однако существует другой поток, текущий к западу от калинги в Видарбхе и известная в настоящее время как Канхан, находящийся в 17 км к северо-западу от Нагпура и впадающий в реку Вена (Ваинганга). Этот объединенный поток и называли в надписях Канхавемной.
Во время интенсивных археологических раскопок в Адаме (район Нагпура) нашли печати, принадлежавшие Асикаджанападе, что решило также проблему местонахождения исторической Асиканагары, царь которой и его люди ужаснулись от прибытия армии Кхаравелы. Вследствие раскопок в Адаме процветающего города, профессор А. М. Шастри полагает, что Адам и есть Асиканагара из надписи Хатигумпха. Стоит отметить, что оттиск терракотовой печати был обнаружен в Адаме, расположенном на правом берегу реки Ваинганга, который читается как Асикаджанападаса (Деванагари: असकजनपदस).
Надпись Хатигумпха сообщает, что в четвёртом году царствования Кхаравелы снова было совершено вторжение на территорию Сатаваханов. Во время этой кампании армия Калинги стремительно прошла территории Ратхиков и Бходжаков, населяющих западный Декан. Их лидеры, возможно, были подчиненными или вассалами правителя Сатаваханов Сатакарни.
Весьма вероятно, что Ратхики обитали в южной части Махараштры и соседнем Карнатаке (Андхра-Прадеш), где было найдено большое количество монет нескольких вождей, названных в них «Махаратхи». Что касается Бходжаков, не является невозможным, что они процветали в области Гоа и смежных частях Карнатаки, где цари Бходжа правили несколько столетий спустя. В результате этой победы сюзеренитет Кхаравелы распространился от восточного до западного моря.
На восьмом году царствования, через три года после войны в западной Индии, звуки военных труб Калинги были услышаны в северном направлении. Кхаравела вступил на территорию Магадхи и победил в важном бою армию этого государства у Горатхагири. Затем он предпринял штурм отдаленной крепости, охраняющей Радажгриху, бывшую столицу Магадхи. Сильный форт был разрушен, и Радажгриха оказалась в большой опасности.
Горатхагири отождествляется с современной возвышенностью Барабар в округе Гая в штате Бихар. В Сабхапарве Махабхараты с этой возвышенности, названной Горатхагири, Кришна, Бхима и Арджуна обозревали Гирив-раджу (Радажгриху), столицу Магадхи.
Именно к этому кризисному времени относится продвижение в Магадху индо-греческого царя, занявшего Матхуру. Имя царя было прочитано как «Димита», и многие ученые посчитали его известным царём Деметрием, сыном и преемником Эвтидема (II век до н. э.). В ознаменование этой победы над индо-греками и заклятым врагом Магадхой Кхаравела построил большой победный дворец в Калинганагари стоимостью три миллиона восемьсот тысяч монет.
В десятом году произошел другой поход на север. Согласно надписи Хатигумпха, в этом году он отправил свою армию к Бхаратаварше. Доктор Саху замечает:
«В эпиграфических надписях Индии название Бхаратаварша впервые появляется в Хатигумпхе. В то время оно обозначало Северную Индию».
В двенадцатом году правления Кхаравела собрал большую армию против Уттарапатхи (северо-западная Индия). Это нападение на Северную Индию было третьим, несколько царьков, вероятно, индо-греков, были вынуждены сдаться. На обратном пути Кхаравела запланировал последнее столкновение с Магадхой. Армия Калинги расположилась на берегу Ганга недалеко от Паталипутры. Люди Магадхи были в ужасе при виде слонов и лошадей. Брихаспатимитра, царь Магадхи был унижен Кхаравелой и коснулся его ног. Многие известные ученые считают Брихаспатимитру и Пушьямитру, основателя династии Шунга, одним лицом.
Перед возвращением монарх вернул из Магадхи самый славный и безусловно самый важный военный трофей в свою родную землю — Подлинного Идола калингских джайнских тиртханкаров. Эти тиртханкары когда-то были бесценной религиозной реликвией Калинги, но были увезены в Магадху во время первой волны вторжения с севера императором Магадхи Махападманандой.
Доктор Н. К. Саху отметил: «Таким образом, за короткий промежуток времени, десять лет (со второго по 12-й годы царствования), Кхаравела достиг ряда блестящих побед. Его власть простиралась от северо-западной Индии далеко на юг.»
Вероятно, он оставил трон на 13-м году правления, и его сын Кудепасири стал следующим царем Калинги.